# Nymphister kronaueri
Nymphister kronaueri — вид мірмекофільних жуків з родини карапузиків (Histeridae).

## Назва
Вид названо на честь американського мірмеколога Деніела Кронавера, власника колекції типової серії, на основі якої описано вид.

## Поширення
Ендемік Коста-Рики. Виявлений у 2014 році, описаний у 2017 році.

## Опис
Дрібний жук червонувато-коричневого забарвлення. Тіло майже сферичне, завдовжки 1.40-1.58 мм, завширшки 1.18-1.40 мм.

## Спосіб життя
Симбіонт кочівних мурашок Eciton mexicanum. Використовує мурашок як форетичний транспорт. Жук прикріплюється мандибулами до талії мурашки між черешком та постпетіолем. Прикріпившись, жук візуально створює враження, що мураха має два черевні сегменти, один над одним. У 95 % випадках зразки були знайдені в кінці кочівної колони, де чисельність мурашок є меншою.